# Generalizzazioni della derivata
La nozione di derivata viene generalizzata in diversi modi, a seconda del contesto in cui viene adoperata.

## Calcolo in più variabili
Un'estensione immediata della definizione di derivata di una funzione reale (o complessa) si ottiene considerando il caso di funzioni di più variabili. La derivata rispetto a una della variabili, ignorando l'eventuale dipendenza dalle altre variabili (considerate costanti), è detta derivata parziale, e l'insieme delle derivate parziali di una funzione viene spesso raggruppato in una matrice, detta jacobiana. La derivata totale di una funzione rispetto ad una delle variabili, al contrario, prende in considerazione la dipendenza delle altre variabili dalla variabile rispetto alla quale si deriva. Se invece si vuole conoscere la derivata della funzione rispetto ad una direzione qualsiasi, diversa da quella degli assi (le variabili della funzione), si utilizza la derivata direzionale. Essa può essere anche definita sfruttando un importante operatore differenziale, il gradiente: la derivata direzionale è infatti il prodotto scalare tra il gradiente e il vettore che definisce la direzione lungo la quale si deriva.

### Differenziabilità e matrice jacobiana
Se {\displaystyle \mathbf {f} :U\rightarrow \mathbb {R} ^{m}} è una funzione definita su un insieme aperto dello spazio euclideo {\displaystyle \mathbb {R} ^{n}}, tale funzione è detta differenziabile in un punto {\displaystyle \mathbf {x} _{0}} del dominio se esiste una applicazione lineare {\displaystyle \mathbf {L} :\mathbb {R} ^{n}\rightarrow \mathbb {R} ^{m}} tale che valga l'approssimazione:
{\displaystyle \mathbf {f} (\mathbf {x} _{0}+\Delta \mathbf {x} )-\mathbf {f} (\mathbf {x} _{0})=\mathbf {L} (\mathbf {x} _{0})\Delta \mathbf {x} +\mathbf {r} (\Delta \mathbf {x} )}
dove il resto {\displaystyle \mathbf {r} (\Delta \mathbf {x} )} si annulla all'annullarsi dell'incremento {\displaystyle \Delta \mathbf {x} }. Se la funzione {\displaystyle \mathbf {f} } è differenziabile in {\displaystyle \mathbf {x} _{0}}, allora tutte le derivate parziali calcolate nel punto esistono (ma non è vero il viceversa).
Si definisce matrice jacobiana la rappresentazione in forma matriciale delle derivate parziali di una funzione. In pratica, la jacobiana {\displaystyle J_{f}\in \mathbb {R} ^{mn}} di {\displaystyle f} in {\displaystyle \mathbf {x} _{0}} è la matrice:
{\displaystyle \operatorname {(} J_{f})_{ij}={\frac {\partial f_{i}(\mathbf {x} )}{\partial x_{j}}}\qquad \operatorname {J} _{ij}={\frac {\partial _{i}}{\partial x_{j}}}}
Nello specifico, dette {\displaystyle \{\mathbf {e} _{j}\}_{1\leq j\leq n}} e {\displaystyle \{\mathbf {u} _{i}\}_{1\leq i\leq m}} le basi canoniche di {\displaystyle \mathbb {R} ^{n}} e {\displaystyle \mathbb {R} ^{m}} rispettivamente, il j-esimo vettore colonna della matrice jacobiana è dato da:
{\displaystyle J_{f}\cdot \mathbf {e} _{j}=\sum _{i=1}^{m}{\frac {\partial f_{i}(\mathbf {x} )}{\partial x_{j}}}\cdot \mathbf {u} _{i}}
Se la funzione è differenziabile, la jacobiana è la matrice associata all'applicazione lineare {\displaystyle \mathbf {L} (\mathbf {x} _{0})} rispetto alle basi canoniche di {\displaystyle \mathbb {R} ^{n}} e {\displaystyle \mathbb {R} ^{m}}.
A seconda delle dimensioni {\displaystyle m} e {\displaystyle n}, il jacobiano ha diverse interpretazioni geometriche:
- Se {\displaystyle m=1}, la matrice jacobiana si riduce ad un vettore {\displaystyle n}-dimensionale, il gradiente di {\displaystyle f} in {\displaystyle \mathbf {x} _{0}}. In tal caso si ha:

{\displaystyle L(\mathbf {x} )=\nabla f=\sum _{i=1}^{n}{\frac {\partial f(\mathbf {x} )}{\partial x_{j}}}\mathbf {e} _{i}}
Il gradiente indica la direzione di "massima pendenza" del grafico della funzione nel punto.
- Se {\displaystyle n=1}, la funzione {\displaystyle f} parametrizza una curva in {\displaystyle \mathbb {R} ^{m}}, il suo differenziale è una funzione che definisce la direzione della retta tangente alla curva nel punto.

- Se {\displaystyle m=n=1}, la condizione di differenziabilità coincide con la condizione di derivabilità. La matrice jacobiana si riduce ad un numero, pari alla derivata.

Diverse combinazioni lineari di derivate parziali risultano molto importanti nell'ambito delle equazioni differenziali che coinvolgono una funzione vettoriale  da {\displaystyle \mathbb {R} ^{n}} in sé. In particolare, la divergenza è un campo scalare che misura la tendenza di un campo vettoriale a divergere o a convergere verso un punto dello spazio. La divergenza consente di calcolare il flusso del campo attraverso il teorema della divergenza. Il rotore di un campo vettoriale, inoltre, ne descrive la rotazione infinitesima associando ad ogni punto dello spazio un vettore. Tale vettore è allineato con l'asse di rotazione, il suo verso è coerente con quello della rotazione secondo la regola della mano destra e la sua lunghezza quantifica l'entità della rotazione.

### Derivata totale
Si tratta di una derivazione che tiene conto della dipendenza reciproca delle variabili stesse. Siano {\displaystyle A} un sottoinsieme aperto di {\displaystyle \mathbb {R} ^{k}} e {\displaystyle x_{1}(t),x_{2}(t),\dots ,x_{k}(t)} funzioni definite nell'intervallo {\displaystyle (a,b)\in \mathbb {R} }. Data una funzione {\displaystyle f:A\to \mathbb {R} }, se:
{\displaystyle \mathbf {x} (t)=(x_{1}(t),x_{2}(t),\dots ,x_{k}(t))\in A\qquad \forall t\in (a,b)}
si può definire una funzione {\displaystyle F:(a,b)\to \mathbb {R} } data da:
{\displaystyle F(t)\equiv f(\mathbf {x} (t))\qquad \forall t\in (a,b)}
ed è possibile mostrare che se le tutte le funzioni {\displaystyle x_{i}(t)} sono derivabili nel punto {\displaystyle t_{0}\in (a,b)} e se {\displaystyle f} è differenziabile nel punto {\displaystyle \mathbf {x} (t_{0})\in A} allora {\displaystyle F} è derivabile in {\displaystyle t_{0}} e si ha:
{\displaystyle F'(t_{0})=\sum _{i=1}^{k}f_{x_{i}}(\mathbf {x} (t_{0}))x'_{i}(t_{0})}
La derivata totale di una funzione rispetto ad una delle variabili prende quindi in considerazione la dipendenza delle altre variabili dalla variabile rispetto alla quale si deriva. Ad esempio, la derivata totale di {\displaystyle f(t,x,y)} rispetto a {\displaystyle t} è:
{\displaystyle {\frac {\operatorname {d} f}{\operatorname {d} t}}={\frac {\partial f}{\partial t}}{\frac {\operatorname {d} t}{\operatorname {d} t}}+{\frac {\partial f}{\partial x}}{\frac {\operatorname {d} x}{\operatorname {d} t}}+{\frac {\partial f}{\partial y}}{\frac {\operatorname {d} y}{\operatorname {d} t}}}

### Derivata direzionale e gradiente
La derivata direzionale di una funzione scalare {\displaystyle f(\mathbf {x} )=f(x_{1},x_{2},\ldots ,x_{n})} lungo un vettore unitario {\displaystyle \mathbf {u} =(u_{1},\ldots ,u_{n})} è la funzione definita dal limite:
{\displaystyle D_{\mathbf {u} }{f}(\mathbf {x} )=\lim _{h\rightarrow 0^{+}}{\frac {f(\mathbf {x} +h\mathbf {u} )-f(\mathbf {x} )}{h}}}
Se la funzione {\displaystyle f} è differenziabile in {\displaystyle \mathbf {x} }, allora la derivata direzionale esiste lungo ogni vettore unitario {\displaystyle \mathbf {u} ,} e si ha:
{\displaystyle D_{\mathbf {u} }{f}(\mathbf {x} )=\nabla f(\mathbf {x} )\cdot \mathbf {u} }
dove {\displaystyle \nabla f} al secondo membro rappresenta il gradiente di {\displaystyle f} e {\displaystyle \cdot } il prodotto scalare euclideo. In {\displaystyle \mathbf {x} } la derivata direzionale di {\displaystyle f} rappresenta la variazione di {\displaystyle f} lungo {\displaystyle \mathbf {u} }. 
Il campo gradiente di una funzione differenziabile {\displaystyle f} è dunque un campo vettoriale che in ogni punto dello spazio consente di calcolare la derivata direzionale di {\displaystyle f} nella direzione di un generico vettore tramite il prodotto scalare tra il vettore e il gradiente della funzione nel punto {\displaystyle \mathbf {x} }. Per funzioni da {\displaystyle \mathbb {R} ^{n}} in {\displaystyle \mathbb {R} } la derivata totale può essere vista come il gradiente, e nel caso di un sistema di riferimento cartesiano il gradiente di {\displaystyle f(x,y,z)} è il vettore che ha per componenti le derivate parziali prime calcolate nel punto:
{\displaystyle \nabla f={\frac {\partial f}{\partial x}}{\hat {\mathbf {x} }}+{\frac {\partial f}{\partial y}}{\hat {\mathbf {y} }}+{\frac {\partial f}{\partial z}}{\hat {\mathbf {z} }}}
dove {\displaystyle {\hat {\mathbf {x} }}}, {\displaystyle {\hat {\mathbf {y} }}} e {\displaystyle {\hat {\mathbf {z} }}} sono i versori lungo gli assi.

## Estensione a varietà differenziabili
Si può estende il concetto di derivata direzionale presente nell'ordinario spazio euclideo ad una varietà differenziabile arbitraria. Sia {\displaystyle M} una varietà differenziabile e {\displaystyle \mathbf {p} } un punto di {\displaystyle M}. Sia inoltre {\displaystyle f} una funzione definita in un intorno di {\displaystyle \mathbf {p} } e differenziabile in {\displaystyle \mathbf {p} }. Se {\displaystyle \mathbf {v} } è un vettore tangente {\displaystyle M} in {\displaystyle \mathbf {p} } e {\displaystyle \gamma :[-1,1]\to M} è una curva differenziabile tale che {\displaystyle \gamma (0)=\mathbf {p} } e {\displaystyle \gamma '(0)=\mathbf {v} }, allora la derivata direzionale di {\displaystyle f} nella direzione {\displaystyle \mathbf {v} }, spesso denotata con {\displaystyle \nabla _{\mathbf {v} }f(\mathbf {p} )}, è definita come:
{\displaystyle \nabla _{\mathbf {v} }f(\mathbf {p} )=\left.{\frac {d}{d\tau }}f\circ \gamma (\tau )\right|_{\tau =0}}
Tale definizione è alla base dei concetti di derivata covariante, derivata di Lie e derivata esterna.
Considerando una varietà riemanniana {\displaystyle (M,g)}, per una funzione liscia {\displaystyle f} ivi definita il gradiente è il campo vettoriale {\displaystyle \nabla f} tale che per un qualsiasi campo vettoriale {\displaystyle X} si ha:
{\displaystyle g_{x}((\nabla f)_{x},X_{x})=(\partial _{X}f)(x)}
dove {\displaystyle g_{x}(,)} indica il prodotto interno (definito dalla metrica {\displaystyle g}) tra vettori tangenti la varietà nel punto {\displaystyle x}, mentre {\displaystyle \partial _{X}f} è la funzione che ad ogni punto {\displaystyle x\in M} associa la derivata direzionale di {\displaystyle f} nella direzione {\displaystyle X} valutata in {\displaystyle x}. In modo equivalente, data una carta {\displaystyle \varphi } definita su un aperto in {\displaystyle M} a valori in {\displaystyle \mathbb {R} ^{n}}, la funzione {\displaystyle \partial _{X}f(x)} è data da:
{\displaystyle \sum _{j=1}^{n}X^{j}(\varphi (x)){\frac {\partial }{\partial x_{j}}}(f\circ \varphi ^{-1}){\Big |}_{\varphi (x)}}
dove {\displaystyle X^{j}} è la j-esima componente di {\displaystyle X} nella carta considerata. Quindi la forma locale del gradiente è:
{\displaystyle \nabla f=g^{ik}{\frac {\partial f}{\partial x^{k}}}{\frac {\partial }{\partial x^{i}}}}
Generalizzando il caso {\displaystyle M=\mathbb {R} ^{n}}, il gradiente di una funzione si relaziona con la sua derivata esterna nel seguente modo:
{\displaystyle (\partial _{X}f)(x)=df_{x}(X_{x})}
Si tratta di un caso particolare (quello in cui la metrica {\displaystyle g} è quella "piatta" data dal prodotto interno) della seguente definizione. Il gradiente {\displaystyle \nabla f} è il campo vettoriale associato alla 1-forma differenziale {\displaystyle df} usando l'isomorfismo musicale:
{\displaystyle \sharp =\sharp ^{g}\colon T^{*}M\to TM}
definito dalla metrica {\displaystyle g}.

### Derivata materiale
La derivata materiale di un campo scalare {\displaystyle \varphi (\mathbf {x} ,t)} o di un campo vettoriale {\displaystyle \mathbf {u} (\mathbf {x} ,t)} è definita come:
{\displaystyle {\frac {D\varphi }{Dt}}={\frac {\partial \varphi }{\partial t}}+\mathbf {v} \cdot \nabla \varphi \qquad {\frac {D\mathbf {u} }{Dt}}={\frac {\partial \mathbf {u} }{\partial t}}+\mathbf {v} \cdot \nabla \mathbf {u} }
dove {\displaystyle \nabla \varphi } è il gradiente di {\displaystyle \varphi }, mentre {\displaystyle \nabla \mathbf {u} } è la derivata covariante di {\displaystyle \mathbf {u} }. La derivata parziale {\displaystyle \partial \varphi /\partial t} è detta spesso derivata euleriana (derivata del campo rispetto al tempo in una posizione fissata).
La derivata materiale nel caso scalare si ottiene dalla derivata totale rispetto a {\displaystyle t}, che è espressa attraverso la regola della catena, ponendo {\displaystyle d\mathbf {x} /dt=\mathbf {v} }:
{\displaystyle {\frac {d}{dt}}(\varphi (\mathbf {x} ,t))={\frac {\partial \varphi }{\partial t}}+\nabla \varphi \cdot {\frac {d\mathbf {x} }{dt}}}
Questo tipo di derivazione descrive spesso il trasporto di una quantità scalare {\displaystyle \varphi } in un campo vettoriale {\displaystyle \mathbf {v} }, come velocità di un fluido con temperatura {\displaystyle \varphi (\mathbf {x} ,t)} in ogni punto {\displaystyle \mathbf {x} } dello spazio al tempo {\displaystyle t}.

## Analisi complessa
In analisi complessa è di fondamentale importanza la nozione di funzione olomorfa (e di funzione analitica), che soddisfano una definizione di differenziabilità opportunamente estesa. La derivata di Schwarz descrive inoltre come una funzione è approssimata da una trasformazione lineare fratta.

## Analisi funzionale
In analisi funzionale vi sono diversi operatori di derivazione. La derivata debole generalizza innanzitutto la derivata a funzioni integrabili ma non necessariamente differenziabili, ovvero funzioni che appartengono allo spazio L1.
La derivata funzionale definisce la derivata di un funzionale rispetto ad una funzione, appartenente ad uno spazio di funzioni (in cui è definito il funzionale). Si tratta di un'estensione della derivata direzionale ad uno spazio vettoriale di dimensione infinita.
La derivata di Fréchet consente invece l'estensione della derivata direzionale ad un generico spazio di Banach, mentre la derivata di Gâteaux generalizza il concetto di spazio topologico localmente convesso. La differenziabilità di Fréchet è una condizione più forte della differenziabilità di Gâteaux, anche in dimensione finita. Tra i due estremi c'è la quasi-derivata.
In teoria della misura, la derivata di Radon–Nikodym generalizza la matrice Jacobiana, ed esprime - sotto opportune condizioni - una misura in termini di un'altra misura.
Nella teoria degli spazi astratti di Wiener, la derivata H definisce una derivata in una certa direzione.

### Distribuzioni
Anche nell'ambito delle distribuzioni si definisce una derivata, che si può estendere in modo naturale a distribuzioni di più variabili, usando come modello la nozione di derivata debole e l'integrazione per parti di funzioni ordinarie. Si può notare che la definizione di derivata di una distribuzione, a differenza di quanto avviene per le funzioni ordinarie - dove le funzioni derivabili sono una classe relativamente ristretta - è applicabile a qualunque distribuzione senza eccezioni. In particolare, si possono derivare tutte le distribuzioni regolari corrispondenti a funzioni non derivabili. In questo modo le funzioni che non hanno derivata in senso ordinario hanno una distribuzione, generalmente non regolare, come derivata generalizzata.
Nell'ambito dello studio delle equazioni differenziali, l'aggiunta di soluzioni di questo tipo è studiata nella formulazione debole di problemi differenziali relativi a equazioni alle derivate parziali.

## Geometria
In geometria rivestono particolare importanza la derivata di Lie lungo un campo vettoriale, il differenziale esterno e la derivata covariante.
In geometria una funzione ed il suo differenziale sono esempi di forme differenziali, rispettivamente di grado zero e uno. Il loro dominio non è necessariamente un aperto di {\displaystyle \mathbb {R} ^{n}}, ma una qualsiasi varietà differenziabile, e la nozione di differenziale è generalizzata a forme differenziali di ordine maggiore tramite la derivata esterna. In particolare, la derivata esterna di una forma differenziale di grado {\displaystyle k} è una forma differenziale di grado {\displaystyle k+1}.

### Topologia differenziale
In topologia differenziale un campo vettoriale può essere definito come un'operazione di derivazione sull'anello delle funzioni lisce su una varietà, mentre un vettore tangente in un punto può essere visto come una derivazione nel punto. Questo consente l'estensione del concetto di derivata direzionale di una funzione scalare ad un oggetto più generale come una varietà. In particolare, per varietà che sono sottoinsiemi di {\displaystyle \mathbb {R} ^{n}} tale vettore tangente coincide con la derivata direzionale.
Il differenziale o pushforward di una mappa tra varietà è la mappa indotta tra gli spazi tangenti alle due varietà: si tratta di una versione astratta della matrice jacobiana.
Sull'algebra esterna delle forme differenziali definite su una varietà liscia, inoltre, la derivata esterna è una trasformazione lineare che fornisce la derivazione di primo grado sull'algebra esterna.
Un'altra generalizzazione della derivata direzionale è la derivata di Lie, che calcola la variazione di un campo vettoriale, o più in generale di un campo tensoriale, lungo il flusso di un altro campo vettoriale. Se definita su campi vettoriali si tratta di un esempio di parentesi di Lie, ed è la derivazione di grado zero sull'algebra di Lie (di campi vettoriali) del gruppo dei diffeomorfismi sulla varietà.

### Geometria differenziale
Anche la derivata covariante generalizza il concetto di derivata direzionale: con tale strumento è possibile calcolare la derivata di un campo tensoriale in un punto, lungo una direzione fissata. La nozione di derivata covariante è essenzialmente equivalente a quella di connessione, che può essere definita in modo analogo per qualsiasi fibrato vettoriale su una varietà, oltre al fibrato tangente. Su una varietà differenziabile è possibile scegliere fra una infinità di possibili connessioni, e quindi di possibili nozioni di derivata covariante. 
Si tratta di un concetto fondamentale in geometria differenziale e in relatività generale, poiché attraverso di essa si definiscono vari tensori che misurano la curvatura di una varietà, come il tensore di Riemann ed il tensore di Ricci.
La derivata esterna covariante, inoltre, estende la derivata esterna a forme che mappano in spazi vettoriali.

## Algebra
In algebra la derivata viene generalizzata imponendo che valga la regola di Leibnitz in una certa struttura algebrica, come un anello o un'algebra di Lie. In teoria degli anelli, ad esempio, si introduce la nozione di derivata formale come un operatore unario {\displaystyle \partial } lineare:
{\displaystyle \partial (u+v)=\partial u+\partial v}
per il quale vale la regola di Leibnitz (o del prodotto):
{\displaystyle \partial (u\cdot v)=u\cdot \partial v+\partial u\cdot v}
Una applicazione è per esempio la derivata formale di un polinomio su un anello commutativo {\displaystyle R}, sfruttata tra le altre cose in geometria algebrica, che è data da:
{\displaystyle (a_{d}x^{d}+a_{d-1}x^{d-1}+\cdots +a_{1}x+a_{0})'=da_{d}x^{d-1}+(d-1)a_{d-1}x^{d-2}+\cdots +a_{1}}
La mappa {\displaystyle f\mapsto f'} è una derivazione sull'anello dei polinomi {\displaystyle R[X]}, e può essere estesa a funzioni razionali. 
La nozione di derivata si trova anche in anelli non commutativi. In tale contesto esiste anche la derivata di Pincherle.

### Algebra commutativa
Nell'algebra commutativa, i differenziali di Kähler sono le derivazioni universali su un anello commutativo o modulo. Sono anche usati per definire un analogo della derivata esterna, utilizzato in geometria differenziale, che si applica a varietà algebriche qualsiasi invece che limitarsi a varietà lisce.

### Teoria dei numeri
Si vedano la derivata aritmetica e la derivata di Hasse.